# Ulises Vergara Osses
Ulises Vergara Osses (1881-¿?) fue un profesor de historia y geografía, y político chileno, miembro del Partido Radical (PR). Se desempeñó como ministro de Educación Pública de su país, durante el gobierno del presidente Pedro Aguirre Cerda y el vicepresidente Jerónimo Méndez entre octubre de 1941 y abril de 1942. Además, fungió como rector del Instituto Nacional de Chile por veinticinco años; desde 1928 hasta 1954.

## Familia y estudios
Nació en la comuna chilena de San Javier en 1881, hijo de Pedro Vergara y Adelaida Osses. Realizó sus estudios primarios y secundarios en el Liceo de Talca. Continuó los superiores en la Facultad de Derecho de la Universidad de Chile y luego en el Instituto Pedagógico de esa misma casa de estudios, desde donde se tituló como profesor de Estado en historia y geografía.
Se casó con Elcira Rojas, con quien tuvo tres hijos.

## Carrera profesional y política
Inició su actividad profesional en 1908, ejerciendo como profesor en el Instituto Nacional General José Miguel Carrera, para después actuar como profesor en el Instituto Pedagógico. Más adelante, el 5 de diciembre de 1928, fue nombrado como rector del Liceo José Victorino Lastarria, sucediendo a Tomás Guevara Silva —primer rector del establecimiento creado 1913—, y ocupando ese puesto académico hasta 1929. Simultáneamente, asumió como rector del Instituto Nacional, desempeñándose en esa función por veinticinco años continuos, hasta 1954. De manera paralela, fue profesor en la Academia de Guerra del Ejército de Chile y en la Escuela Militar del Libertador Bernardo O'Higgins.
Militante del Partido Radical (PR), el 6 de octubre de 1941, fue nombrado por el también radical presidente Pedro Aguirre Cerda como titular del Ministerio de Educación Pública, manteniéndose en el cargo gubernamental tras la muerte de Aguirre Cerda el 25 de noviembre de ese año y, la seguida administración provisional del vicepresidente Jerónimo Méndez Arancibia, hasta el 2 de abril de 1942, fecha en que asumió la presidencia de la República otro radical, Juan Antonio Ríos. Con posteridad, bajo la administración del sucesor de Ríos y de igual forma radical, Gabriel González Videla, entre los días 7 y 22 de julio de 1948, volvió a ejercer como máxima autoridad del Ministerio de Educación Pública.
Entre otras actividades, fue presidente de la Sociedad de Escuelas Nocturnas Camilo Henríquez, presidente y director de la Sociedad Nacional de Profesores, director de la Sociedad Cooperativa de Empleados Públicos y de la Sociedad Nacional de Profesores. También, integró la Sociedad Unión Comercial y el Consejo de Enseñanza Secundaria.